# Drużbin
Drużbin – wieś w Polsce położona w województwie łódzkim, w powiecie poddębickim, w gminie Pęczniew. Wioska jest położona ok. 7 km na wschód od głównej zapory zalewu Jeziorsko. 
W latach 1954–1968 wieś należała i była siedzibą władz gromady Drużbin, po jej zniesieniu w gromadzie Niemysłów. W latach 1975–1998 miejscowość administracyjnie należała do województwa sieradzkiego.

## Historia
Wspomniana po raz pierwszy w 1386 r, dawniej szlachecka. Gniazdo rodowe Drużbińskich, w XVI w. – Rudnickich, a w 2 poł. XVI w. własność Zadzików h. Korab. Pierwotny drewniany kościół św. Stanisława B.M. istniał na pocz. XV w. Obecny kościół murowany fundowany został ok. 1630 przez biskupa krakowskiego Jakuba Zadzika urodzonego w 1582 w Drużbinie. W okresie Konfederacji Barskiej konfederaci stoczyli pod Druzbinem bitwę z wojskami rosyjskimi.   

## Kościół parafialny
Kościół z ok. 1630, wieżę dobudowano w XIX w. Budowla orientowana, jednonawowa z kwadratowym prezbiterium zamkniętym wielobocznie. Ściany posiadają oszkarpowania oraz wąskie okna zamknięte półkoliście. Wysoki dach z krępą, późnobarokową sygnaturką. Poniżej okapu biegnie fryz renesansowy o stylizowanych elementach roślinnych, wykonany techniką sgraffito. Sklepienie kolebkowo-krzyżowe zdobione rozetami wykonanymi ze stiuku. Jest tu monumentalny ołtarz główny z przełomu XVII/XVIII w. z obrazem św. Stanisława B.M., przywiezionym podobno przez fundatora świątyni z Krakowa. W ołtarzu krucyfiks barokowy. Dwa boczne ołtarze w tym samym stylu. Chór muzyczny o bogatej dekoracji plastycznej, wsparty na dwóch filarach. Chrzcielnica barokowa oraz stalle późnobarokowe z XVII w., monstrancja rokokowa, ornat z XIII w. Na wieży dzwon z 1640 z wyrytym napisem, że stanowi dar od fundatora kościoła z herbem Korab. 

## Zabytki
Według rejestru zabytków NID na listę zabytków wpisane są obiekty:
- kościół parafialny pw. św. Stanisława Biskupa, 1630, nr rej.: 704 z 3.10.1967
- kaplica grobowa J. Głodzińskiego, 1 poł. XIX w., nr rej.: 705 z 3.10.1967